# Brayann Pereira
Brayann Pereira, né le 21 mai 2003 à Saint-Quentin en France, est un footballeur français qui joue au poste d'arrière droit au NEC Nimègue en Eredivisie.

## Biographie

### Formation et débuts professionnels au RC Lens
Natif de Saint-Quentin, Brayann Pereira joua sous les couleurs de l'Olympique saint-quentinois, son premier club. En 2017, à l'âge de 14 ans, il intègre l'académie du Racing Club de Lens où il fera toutes ses catégories jeunes.    
Le 14 octobre 2019, à l'âge de 16 ans, il signe son premier contrat professionnel au sein du club artésien. Le 22 janvier 2022, il dispute son premier match professionnel en remplaçant Gaël Kakuta lors d'une rencontre face à l'Olympique de Marseille comptant pour 22e journée de Ligue 1. Les artésiens s'inclineront 2-0 au stade Bollaert-Delelis.  

### Passage à Auxerre
N'entrant pas dans les plans de Franck Haise, il signe le 12 juillet 2022 un bail de trois saisons avec le club de l'AJ Auxerre. Il dispute son premier match avec les bourguignons le 8 juillet 2022 lors de la première journée de championnat face au LOSC Lille.
N'arrivant pas à trouver sa place, il se voit prêté le 2 février 2023 au sein du Football Bourg-en-Bresse Péronnas 01, club de National.  

### Dénouement aux Pays-Bas
Le 4 août 2023, il est de nouveau prêté au sein du club néerlandais du NEC Nimègue évoluant en Eredivisie. Après une grosse saison et ayant enfin accumulé du temps de jeu, il signe définitivement pour le club batave le 21 mars 2024 pour un contrat de trois ans. 